# Michel Robin
Michel Jacques François Robin, född 13 november 1930 i Reims, Grand Est, död 18 november 2020 i Rambouillet, Île-de-France, var en fransk skådespelare.

## Roller i urval
- 1973 – Bjudningen
- 1974 – En underbar skurk
- 1976 – Le Jouet
- 1979 – Stunder av lycka
- 1981 – La Chèvre
- 1982 – Mario Riccis död
- 1983 – Le Marginal
- 1985 – Harem
- 1991 – Totos bedrifter
- 2000 – Sängfösaren
- 2001 – Amelie från Montmartre
- 2002 – Trion från Belleville
- 2012 – Les Adieux à la reine